# Memoriał Kamili Skolimowskiej 2012
3. Memoriał Kamili Skolimowskiej – międzynarodowy mityng lekkoatletyczny, który rozegrano 19 sierpnia 2012 na stadionie Orła w Warszawie.
W zawodach wystąpiło 12 medalistów zakończonych tydzień wcześniej igrzysk olimpijskich w Londynie. W rzucie młotem kobiety i mężczyźni rywalizowali w jednym konkursie.

## Rezultaty

### Mężczyźni
| Konkurencja                | 1. miejsce        | Rezultat | 2. miejsce         | Rezultat | 3. miejsce       | Rezultat |
| -------------------------- | ----------------- | -------- | ------------------ | -------- | ---------------- | -------- |
| Bieg na 100 m              | Kemar Bailey-Cole | 10,24    | Keston Bledman     | 10,28    | Kim Collins      | 10,29    |
| Bieg na 200 m              | Warren Weir       | 20,49    | Kamil Kryński      | 20,95    | Dariusz Kuć      | 21,03    |
| Bieg na 400 m              | Pavel Maslák      | 45,10    | Edino Steele       | 45,88    | Duane Solomon    | 46,07    |
| Bieg na 800 m              | Nicholas Koech    | 1:46,12  | Marcin Lewandowski | 1:46,48  | Adam Kszczot     | 1:47,17  |
| Bieg na 110 m przez płotki | Hansle Parchment  | 13,34    | Ryan Wilson        | 13,54    | Maksim Łynsza    | 13,62    |
| Skok o tyczce              | Steven Lewis      | 5,63     | Łukasz Michalski   | 5,53     | Maksym Mazuryk   | 5,33     |
| Pchnięcie kulą             | Reese Hoffa       | 21,72    | Tomasz Majewski    | 20,84    | Dylan Armstrong  | 20,63    |
| Pchnięcie kulą (5 kg)      | Reese Hoffa       | 25,20    | Justin Rodhe       | 24,68    | Tomasz Majewski  | 24,54    |
| Rzut dyskiem               | Piotr Małachowski | 65,53    | Gerd Kanter        | 63,92    | Benn Harradine   | 63,58    |
| Rzut młotem                | Szymon Ziółkowski | 76,52    | Ołeksij Sokyrski   | 75,73    | Kiriłł Ikonnikow | 75,16    |

### Kobiety
| Konkurencja    | 1. miejsce        | Rezultat | 2. miejsce        | Rezultat | 3. miejsce       | Rezultat |
| -------------- | ----------------- | -------- | ----------------- | -------- | ---------------- | -------- |
| Bieg na 100 m  | Jeneba Tarmoh     | 11,30    | Ołesia Powch      | 11,41    | Daria Korczyńska | 11,61    |
| Bieg na 1500 m | Brenda Martinez   | 4:20,31  | Angelika Cichocka | 4:20,37  | Irina Maraczowa  | 4:20,82  |
| Rzut dyskiem   | Joanna Wiśniewska | 59,42    | Wioletta Potępa   | 50,97    | –                | –        |
| Rzut młotem    | Anita Włodarczyk  | 76,70    | Tatjana Łysienko  | 73,91    | Joanna Fiodorow  | 71,62    |